# Eternal Sonata
Eternal Sonata (jap. トラスティベル 〜ショパンの夢〜 Torasuti beru: Shopan no yume) – gra komputerowa z gatunku jRPG, wyprodukowana przez japońską firmę tri-Crescendo i wydana w 2007 roku przez Namco Bandai Games. Znana także pod alternatywnym tytułem Trusty Bell: Chopin’s Dream, stanowiącym dosłowne tłumaczenie oryginalnego tytułu japońskiego.
Gra stanowi połączenie japońskich fascynacji sztuką anime oraz muzyką polskiego kompozytora Fryderyka Chopina, będącego głównym bohaterem gry.

## Fabuła
Gra toczy się w trzech ostatnich godzinach życia 39-letniego kompozytora, który zmarł prawdopodobnie na gruźlicę. Podczas majaczenia sennego, Chopin przenosi się do krainy baśni. Tam spotyka nieuleczalnie chorą czternastoletnią dziewczynkę o imieniu Polka. Wspólnie wyruszają, by prosić króla krainy o podwyższenie cen mineralnego proszku, który jest silnie uzależniającym lekarstwem, tak aby Polka mogła skutecznie sprzedawać jej zdrowe lekarstwo, czyli roślinny proszek. Wygląd, jak i fabuła gry, obfitująca w liczne walki, są typowe dla gier RPG w stylu anime.
Eternal Sonata mocno nawiązuje do muzyki – od motywów w menu gry (nuty, pięciolinie), po imiona (Jazz, Allegretto, Polka) i uzbrojenie postaci (miecz z wkomponowanym puzonem, strzelba o kształcie fletu). Ścieżka dźwiękowa gry zawiera kompozycje Chopina grane przez rosyjskiego pianistę, Stanisława Bunina.